# Túnel San Pedro
El túnel San Pedro es un túnel ferroviario ubicado en la Región de Valparaíso, que conecta la línea del ferrocarril de Valparaíso a Santiago entre las localidades de Limache y San Pedro. Fue construido entre los años 1855 y 1861, y tiene una longitud de 488 m, la mayoría de ellos abovedados.
A partir de junio de 1857, mientras el túnel estuvo en construcción, el trayecto entre Limache y Quillota operó un servicio ferroviario mediante una línea transitoria que iba tendida sobre la cuesta San Pedro, en donde los carros eran arrastrados por bueyes.
El proyecto de la extensión del servicio del Tren Limache-Puerto hasta La Calera, presentado en 2019, incluye un túnel doble en San Pedro, por lo que EFE debe definir si se amplía el existente o se construye uno nuevo.